# Tät planmossa
Tät planmossa (Distichium inclinatum) är en bladmossart som först beskrevs av Schultz, och fick sitt nu gällande namn av Podpe. Tät planmossa ingår i släktet planmossor, och familjen Ditrichaceae. Inga underarter finns listade i Catalogue of Life.